# 예브게니 프리고진
예브게니 빅토로비치 프리고진(러시아어: Евге́ний Ви́кторович Приго́жин, 문화어: 예브게니 쁘리고쥔, 1961년 6월 1일~2023년 8월 23일)은 러시아의 기업인(올리가르히)이자 용병부대 수장이었다. 민간군사기업인 바그너 그룹을 통솔하는 것으로 잘 알려져 있다. 과거 블라디미르 푸틴의 최측근으로서, 그가 운영하는 레스토랑과 요식업계가 푸틴이 외국 고위 인사들과 함께 참석한 만찬을 주최했기 때문에 '푸틴의 요리사'(Putin's chef)라는 별칭으로 불리기도 했다. 2023년 8월 23일, 2023년 트베리주 항공기 추락 사고로 사망하였다.

## 청소년기
프리고진은 1961년 6월 1일, 소련 레닌그라드 시(오늘날의 상트페테르부르크)에서 태어났다. 그는 어린 나이에 아버지를 잃었고 집에서 어머니 및 할머니와 함께 성장하였다. 그의 친아버지 및 양아버지는 유대인이라고 알려져 있다. 원래 그는 크로스컨트리 선수가 되길 희망했고, 체육 선생님이였던 양아버지 아래 지도를 받고, 명문 기숙학교를 졸업하였지만, 운동 선수로서의 경력은 실패로 끝났다.
청소년, 20대 시기 프리고진은 단독 또는 합동하여 타인의 금품을 갈취하는 범죄를 저질러 유죄 선고를 받고 복역하였다. 후에 프리고진은 이와 관련한 내용을 보도한 언론을 명예훼손으로 고소하였다.

## 청년기 및 장년기 시절
감옥에서 출소 이후 프리고진은 어머니와 양아버지와 함께 핫도그를 파는 장사를 하였다. 그러다가 1991년 소련의 붕괴와 함께 러시아 사회는 커다란 국면을 맞이하였고, 이러한 시절에 프리고진은 다양한 사업에 참가하며 사업가로서 두각을 드려내게 된다. 1991년부터 1997년까지 그는 상트페테르부르크 최초의 식료품 체인점인 콘트래스트의 주주 및 매니저 역할을 수행하기도 하였다. 같은 시기에 그는 카지노 사업에 뛰어들었으며, 동업자였던 스펙토르와 이고르 고르벤코가 프리고진에게 상트 페테르부르크 최초의 카지노 사업장인 스펙트럼 CJSC의 사장으로 임명하였다. 이렇게 3명은 1990년대에 다양한 다른 사업을 탐색하며, 건설업, 해외투자업에 진출하기도 하였다. 러시아 신문지인 노바야 가제타는 아마 프리고진이 카지노 사업을 하던 시절 블라디미르 푸틴과 처음 만났을 것이라고 주장하는데, 푸틴은 당시 상트페테르부르크의 카지노 및 도박업 정부 관리인이였기 때문이다.
이후 1995년부터 본격적으로 요식업에 뛰어들게 되었고, 그의 첫 레스토랑인 올드 커스텀즈 하우스, 그리고 프랑스 파리 세느 강의 유람선 레스토랑에서 영감을 얻은 뉴 아일랜드라는 유람선 레스토랑을 열게 되었다. 이 곳 뉴 아일랜드에서 프리고진은 블라디미르 푸틴의 손님으로 온 자크 시라크, 조지 W. 부시 등을 대접하기도 하였다. 2003년에는 블라디미르 푸틴이 직접 프리고진의 생일을 뉴 아일랜드에서 축하해주기도 했다.
2000년대에 들어서는 프리고진은 푸틴과 사이가 더 돈독해졌다. 그는 2003년 업계를 떠나서 콩코드 케이터링이라는 회사를 하나 세우게 된다. 프리고진은 콩코드 케이터링을 통해서 수많은 정부 사업을 따냈고, 특히 공립 학교의 급식 및 정부 근로자들에 대한 급식을 제공하면서 부를 축적하게 된다. 2012년에는 러시아 연방군 급식에 대한 사업권을 따냈고, 이 계약의 수익 일부는 러시아의 Internet Research Agency의 지원금으로 보내졌다.
예브게니 빅토로비치 프리고진은 2018년 2월 27일 설립한 음식점업 「유한책임회사 콩코드케이터링」(러시아어: ОБЩЕСТВО С ОГРАНИЧЕННОЙ ОТВЕТСТВЕННОСТЬЮ КОНКОРД КЕЙТЕРИНГ, 약식: 러시아어: КОНКОРД КЕЙТЕРИНГ)의 창립자 및 대표이사, 1997년 5월 26일 설립한 음식점업 「콩코드매니지먼트및컨설팅」(러시아어: ОБЩЕСТВО С ОГРАНИЧЕННОЙ ОТВЕТСТВЕННОСТЬЮ КОНКОРД МЕНЕДЖМЕНТ И КОНСАЛТИНГ, 약식: 러시아어: КОНКОРД МЕНЕДЖМЕНТ И КОНСАЛТИНГ) 등으로 활동하였다.

## 바그너 그룹의 수장
프리고진은 러시아 정부와 깊은 연관성을 갖고 있는 민간군사기업 바그너 그룹을 설립한 자로 잘 알려져 있다. 2022년 9월 26일, 프리고진은 돈바스 전쟁에서 러시아 연방군을 지원하기 위해서 창설하였다고 발표한 바가 있다. 돈바스 전쟁 이후, 바그너 그룹의 활동 영역은 아프리카와 중동 지역으로 널리 퍼져나갔다. 바그너 그룹이 대표적으로 활동하고 있는 국가는 중동의 시리아, 아프리카의 말리 등이 있다. 이러한 사실이 실질적으로 확인되기 전부터, 러시아 언론과 서방 언론매체에서는 프리고진이 바그너 그룹의 실제적인 주인이거나, 바그너 그룹에 매우 깊게 관여하고 있다고 보는 암묵적인 합의가 있었다. 바그너 그룹의 공식적인 수장은 드미트리 우트킨인데, 우트킨은 프리고진의 경호실장을 지냈고, 콩코드 그룹의 계열사 중 하나인 콩코드 매니지먼트에 이름이 올라가 있기도 하다. 2016년 11월에는 우트킨과 콩코드 그룹, 그리고 바그너 그룹의 연관성을 인정했던 적도 있었으나, 2022년에 들어서 관계적 연관성이 없다고 부인하였다.
참고로 바그너 그룹은 2018년 2월 시리아 하샴에서 시리아 민주군이 점유중인 유전을 습격하였다가 미군의 항공지원 요청으로 10~100명 정도의 인명 손실을 입기도 하였다. 2018년 6월에는 중앙아프리카공화국에서 정부에 비판적인 러시아인 기자 3명을 살해한 혐의를 받기도 하였다.

### 불만과 분쟁
2022년 바흐무트 공방전에서 우크라이나군과 지리멸렬한 전투를 치뤄가면서 러시아 정규군에 대한 비판을 하나둘씩 하기 시작하였다. 일각에서는 러시아 연방군을 지휘하고 있는 세르게이 쇼이구 국방장관과 갈등의 골이 깊어지는게 아니냐는 시각도 일부 존재하였다. 2022년 10월 1일에는 러시아군 사령관들에게 러시아 연방군 병력이 장비가 제대로 지급되어 있지 않음을 신랄히 비판하고, 러시아 의회도 쓸모가 없다고 비판하였다. 이러한 그의 발언은 블라디미르 푸틴에게 직접적으로 러시아 사령관들에게 문제가 있다고 밝힌 몇 안되는 인물이라고 워싱턴 포스트가 발표하였다.

### 2022년 러시아-우크라이나 전쟁
바그너 그룹은 러시아-우크라이나 전쟁에서 매우 주요한 역할을 수행한 존재 중 하나이다. 프리고진은 직접 돈바스 지역을 방문하여, 군복 차림으로 바그너 그룹 용병들을 격려하기도 하였다. 2022년 8월에는 러시아에서 바그너 그룹이 공개적으로 용병을 모집하는 모습이 포착되기도 하였다. 2022년 9월에는 프리고진이 러시아 죄수들을 징집하는, 즉 죄수부대를 모집하고 있는 비디오가 등장하기도 하였다. 2022년 10월에는 바흐무트 공방전에서 바그너 그룹 용병들이 하루에 100~300 미터씩 전진하고 있다고 발표하였다.

### 바그너 그룹의 반란
2023년 6월 23일, 프리고진은 세르게이 쇼이구 국방장관과 발레리 게라시모프 총참모장에 대한 쿠데타를 선포하였다. 쿠데타 선포 직후 바그너 그룹은 러시아 남부의 로스토프나도누 지역의 군사기지를 점령하였다.

## 범죄 전력

### 특수절도 미수
1979년 6월 29일 러시아소비에트연방사회주의공화국 형법 제15조(미수) 및 제144조 2항(상습 또는 합동하여 또는 건조물 침입 절도) 위반 죄로 징역 2년 형을 선고받았다. 양형에는 형법 제24조 2항(18세 미만의 자는 징역형 10년 초과할 수 없음)이 적용되었다.
1979년 11월 29일 집행유예로 감형되었다.

### 특수절도·특수절도 미수·특수사기·미성년자 범죄 이용·특수강도
1981년 러시아소비에트연방사회주의공화국 형법 제144조 2항(상습 또는 합동하여 또는 건조물 침입 절도), 제15조(미수) 및 제144조 2항, 제147조 3항(합동하여 또는 재범자에 의한 사기), 제210조(범죄에 미성년자를 동원하는 행위), 제146조 2항 a호 및 b호(합동하여 흉기를 사용한 강도) 위반 죄로 징역 12년 형을 선고받았으며, 집행유예 기간 중에 있던 형을 포함하여 총 13년형을 선고받았다.
프리고진의 범죄사실 일부는 다음과 같다.
1980년 3월 20일 24시경 젤레즈니야코프가(러시아어: ул. М. Железняка) 7번지에서 부쉬만(러시아어: Бушман)과 프리고진은 마케코(러시아어: Макеко)와 코파예프(러시아어: Копаев)와 공동하여 흉기 칼을 사용하여 시민 코◎◎◎(러시아어: Ко*)에게 강도 공격을 하였다.
1980년 3월 20일 저녁 프리고진과 공범 3인은 «아키안»(러시아어: Океан) 식당에 있었다. 24시경 식당을 나섰고, 당시 처음 본 피해자 코◎◎◎를 목격하였다. 프리고진은 피해자의 금품을 갈취하겠다 말하였고 공범들은 그 행위에 동의하였다. 프리고진과 공범들은 젤레즈니야코프가 7번지에서 코◎◎◎를 따라 잡았고, 마케코는 주의를 분산시키기 위해 피해자에게 담배를 요청하였다. 코◎◎◎가 가방을 열자 프리고진은 뒤에서 피해자의 목을 잡고 졸랐고, 마케코는 칼로 코◎◎◎를 위협해 도로에서 끌어냈으며, 프리고진은 코◎◎◎가 의식을 잃을 때까지 질식시켰다. 부쉬만과 코파예프는 피해자의 신발을, 프리고진과 마케코는 금 귀걸이를 강취한 뒤 현장을 떠났다.
1980년 2월 22일에서 27일경 부쉬만과 프리고진은 매클린가(러시아어: пр. Маклина) 24번지 30호에 있는 주거지에 침입해 시민 오○○○(러시아어: Ос*)의 금품 177 루블 상당을 절도하였다.
같은 해 3월 1일 밤 프리고진은 롭신스코이가(러시아어: ул. Ропшинской) 12번지 2호에 있는 주거지에 침입해 금품을 절도하려 하였으나 다른 시민들이 알아차려 미수에 그쳤다.
같은 해 3월 2일 밤 프리고진은 부쉬만과 공모하여 롭신스코이가(러시아어: Ропшинской улице) 12번지 2호에 있는 주거지에 침입해 테이프 녹음기, 수신기, 카페트 2개, 크리스탈 등 총 980 루블 상당의 금품을 절도하였다.
1980년 3월 14일 12시경 프리고진은 부쉬만, 마케코와 공모하여 브랸체프가(러시아어: улице Брянцева)에 있는 주거지에서, 도구를 사용해 문을 부숴 손괴한 뒤 침입하여 총 1610 루블 상당의 금품을 공동으로 절도하였다.
1988년 사면되었다.